# Gerolzhofen
Ciudad del estado (Land) de Baviera. Se ubica en el noroeste del mencionado estado, en la región de la (Baja) Franconia (Unterfranken) en la proximidad del Río Meno (Main).
Los primeros reportes de una población en Gerolzhofen entre los años 750 - 795 d. C. se encuentran en un documento del monasterio de Fulda del siglo XII. En 1345, con la mudanza de un mercado de vino de la vecina Dingolshausen, se le otorga por primera vez el título de ciudad. 
Con la reforma administrativa de 1972 Gerolzhofen, que hasta entonces era el distrito más grande de la Baviera, se dividió entre los distritos de Schweinfurt, Kitzingen y Bamberg. La ciudad pertenece desde entonces al distrito (Landkreis) de Schweinfurt.
La población urbana es de aproximadamente 8000 habitantes, incluyendo a la fracción de Rügshofen. la administración municipal de Gerolhofen (Verwaltungsgemeinschaft) es la más grande de la Baviera con 7 municipalidades y veinte poblados con cerca 17000 habitantes. 

## Historia
Restos de la tardía Edad de Piedra y de la edad de bronce han sido encontrados durante excavaciones en los alrededores de Gerolzhofen.
En 779 d. C. se nombra por primera vez a "Gerolteshoue in Folcfelden" en un acta de donación al monasterio de Fulda. el nombre significa "En el territorio de Gerold". Gerold von Anglachgau fue el padre -o según otras versiones el hermano- de Hildegard, que en 771 fue la tercera esposa de Carlomagno. En 788 d. C. Gerold fue nombrado prefecto de Baviera. 
En 910 d. C. Gerolzhofen cayó en mano de las hordas Húngaras.
Entre 1225 y 1254 d. C. la ciudad forma parte de la línea de defensa organizada por el obispo Hermann I von Lobdeburg en guerra contra Bamberg. Se construyen las murallas del anillo interno. 
En 1339 d. C. Gerolzhofen recibe la denominación de ciudad. la arquidiócesis cuenta en 1350 D. C. con 38 diócesis.
En 1397 d. C. en un encuentro en Schweinfurt la ciudad de Gerolzhofen se manifiesta del lado de la liga Franconia, contra el principado/obispado de Wurzburgo. En el mismo año la ciudad es sitiada por el Príncipe-obispo (Fürstbischof) Gerhard von Shwarzburg. En la definitiva batalla de Bergtheim, en enero de 1400, la liga es derrotada y sus líderes ejecutados. Gerolzhofen debe entregar las llaves al Príncipe-obispo y renunciar a cualquier iniciativa política sin consultar con Wurzburgo.
Entre 1466 y 1519 d. C. los Príncipes-obispos Rudolf von Scherenberg y Lorenz von Bibra dirigen la construcción de las murallas del anillo externo, erigidas en forma trapezoidal y con cuatro puertas de acceso. 
Durante 1615 y 1619 d. C. al ser Gerolzhofen sede de uno de los tribunales principales de la administración de Wurzburg contra la herejía, se ejecutaron 261 personas en la hoguera o a espada. En este número no se considera a las personas que murieron en la "Torre de las brujas" o "Torre del búho" antes de su condena o ejecución. Se calcula que desaparecieron más de 400 personas.

## Centros de Interés
Entre los atractivos destacan: 
- Geomaris, baños públicos
- Geomed-Klinik, hospital con pabellones de Medicina, Cirugía, Traumatología, Otorrinolarngología
- Steigerwald-Dom, catedral ubicada en la plaza central (Marktplatz)
- Steigerwald Stadion, Estadio con capacidad para 6000 espectadores y sede del FC Gerolzhofen
- Kartbahn, Pista de Go-Kart
- Stadtmuseum, Museo de la Ciudad, en la antigua municipalidad
- Modellflugplatz, pista de modelos aéreos a escala
- Geodrom, local de conciertos y discoteca.

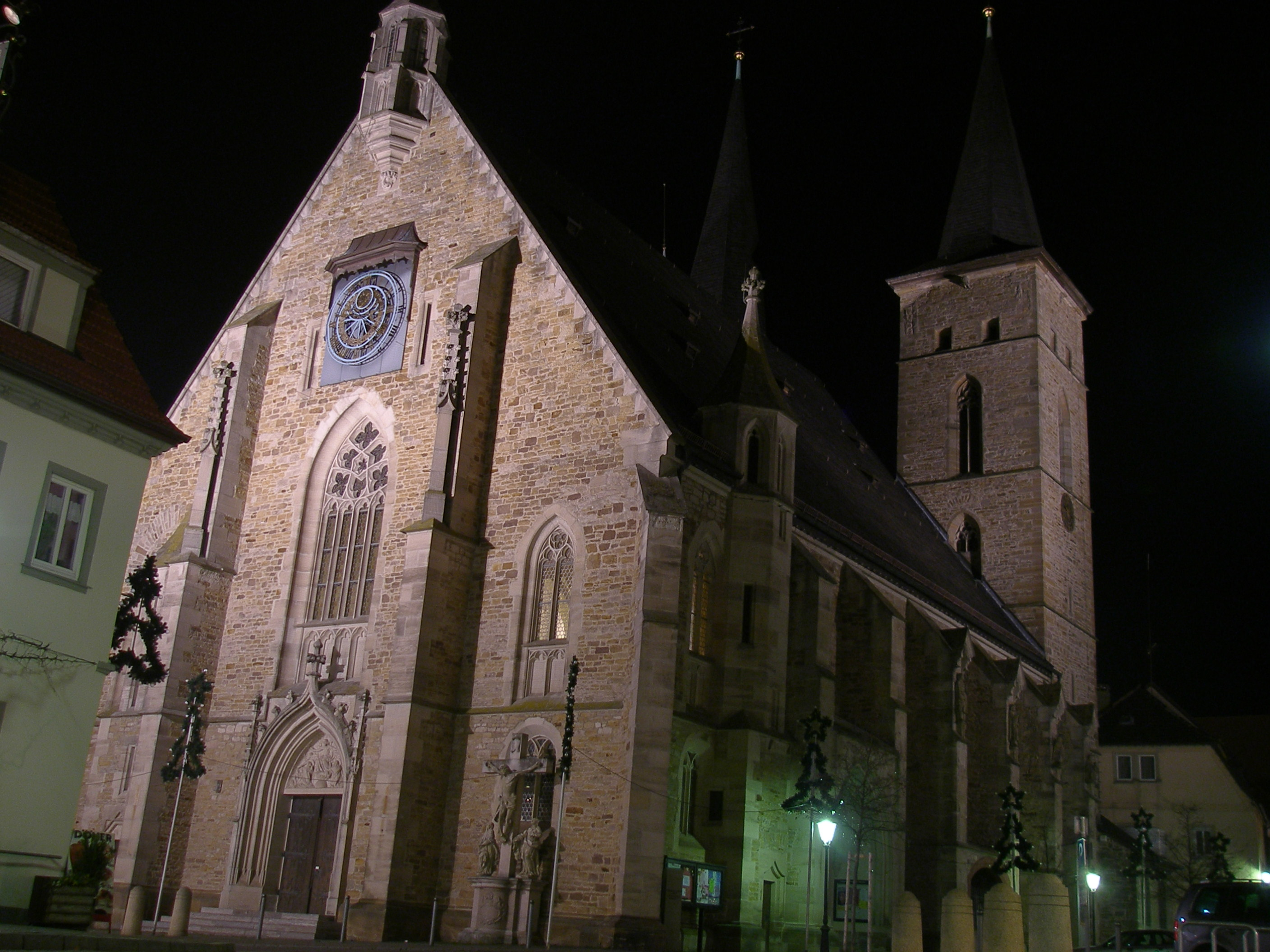
Catedral en la plaza principal (Marktplatz).

## Eventos regulares
- Frühlingsfest, fiesta de la primavera (marzo)
- Spargel- und Weinmarkt, fiesta de espárragos y vino (abril)
- Weinfest, fiesta del vino. Es la fiesta del vino al abierto más grande de la Baja Franconia y se prolonga durante todo un fin de semana, generalmente el segundo de julio
- Herbstfest, fiesta del otoño (octubre)
- Adventsmarkt, mercado de Adviento

## Ciudades hermanas
- Mamers (Francia)
- Sè (Benín)
- Elek (Hungría)
- Rodewisch (Alemania)
- Scarlino (Italia)

## Localidades vecinas
- Bischwind
- Dingolshausen
- Frankenwinheim
- Schweinfurt
- Sulzheim
- Ebrach
- Schwarzach en el Meno